# Circolo Tennis Maggioni
Il Circolo Tennis G. Maggioni è un impianto sportivo di San Benedetto del Tronto, che comprende 8 campi da tennis, in terra rossa, ubicato in Viale Bruno Buozzi, fra il Porto e il Lungomare. L'impianto, utilizzato annualmente per la San Benedetto Tennis Cup.

## Storia
La storia del Circolo Tennis Maggioni risale all'inizio degli anni trenta quando fu realizza la Palazzina Azzurra, a ridosso dell'edificio sorgeva un campo di terra battuta. Con il passare degl'anni il solo campo da tennis non bastava, visto il grande aumento di appassionati e praticanti del tennis nella cittadina. Nel 1959 l'Azienda Autonoma di Soggiorno di San Benedetto del Tronto realizzo l'impianto attuale, immerso nel verde della "Pineta Buozzi" fra varie specie di essenze arboree quali pino domestico, palme e olenadri. Nel 1972 ha ospitato i quarti di finale di Coppa Davis fra l'Italia e Paesi Bassi. Oggi ospita la San Benedetto Tennis Cup che fa parte dell'ATP Challenger Tour.

## Struttura
Il circolo dispone di un ingresso principale su Viale Marinai d'Italia ed un ingresso secondario su Viale Bruno Buozzi. All'interno del complesso vi sono 10 campi di cui 8 in terra rossa e 2 in erba sintetica, (di cui 6 coperti) una club house per i soci, una palestra con attrezzi e un'area giochi per ragazzi:
- campo centrale, dotato di tribuna principale, per un totale di 800 posti a sedere.[4]

### Scuola tennis
Il Circolo Tennis Maggioni ha in essere una scuola tennis di livello nazionale, guidata dal Simone Vagnozzi Tennis Team di Simone Vagnozzi, che annovera oltre 130 allievi.

## Eventi ospitati
- Tennis;
  - San Benedetto Challenger 1981;[7]
  - San Benedetto Challenger 1982[8]
  - Carisap Tennis Cup 2001;[9]
  - Carisap Tennis Cup 2003;[10]
  - Carisap Tennis Cup 2004;[11]
  - Carisap Tennis Cup 2005;[12]
  - Carisap Tennis Cup 2008;[13]
  - Carisap Tennis Cup 2009;[14]
  - Carisap Tennis Cup 2010;[15]
  - Carisap Tennis Cup 2011;[16]
  - Carisap Tennis Cup 2012;[17]

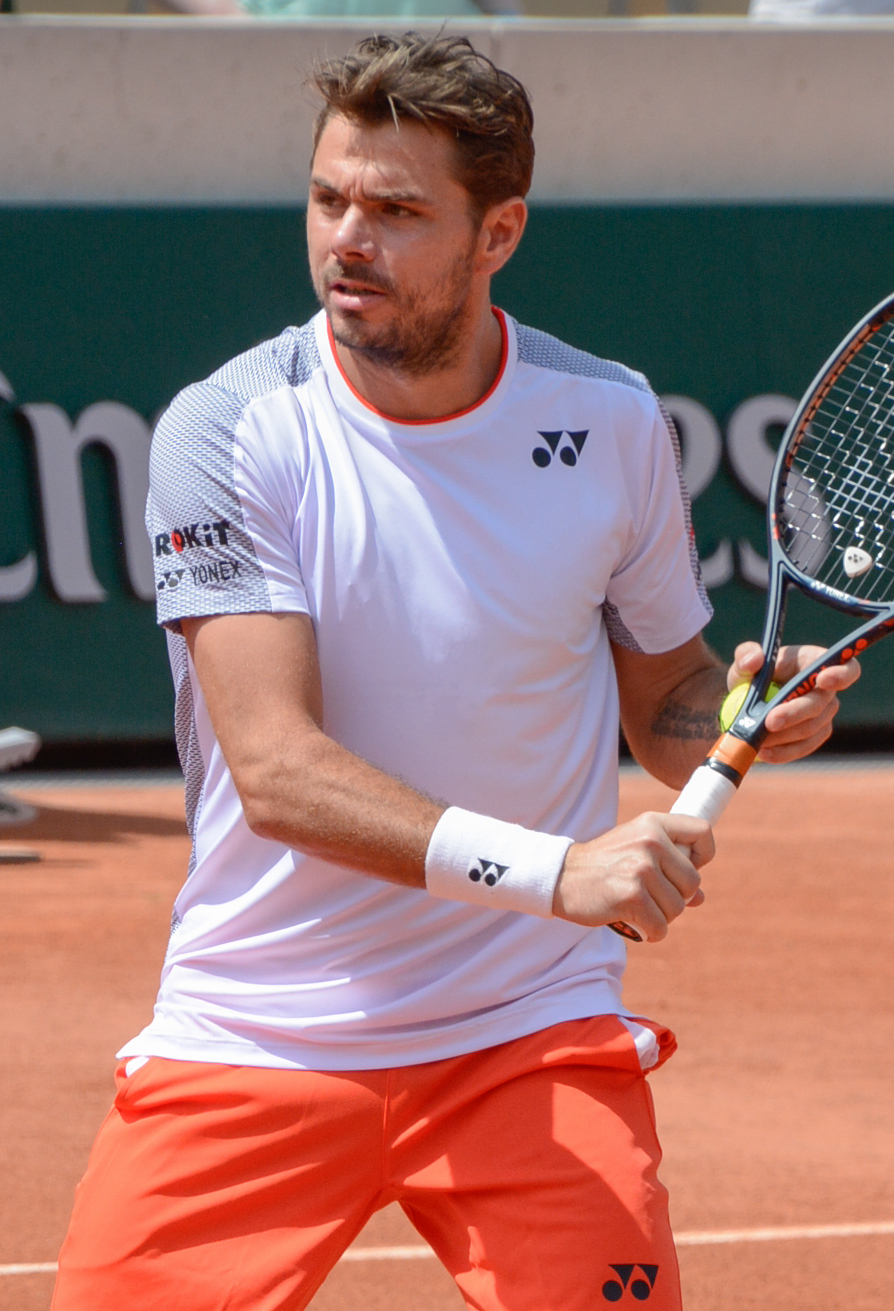
Lo svizzero Stan Wawrinka ha vinto il titolo di singolare a San Benedetto nel 2003

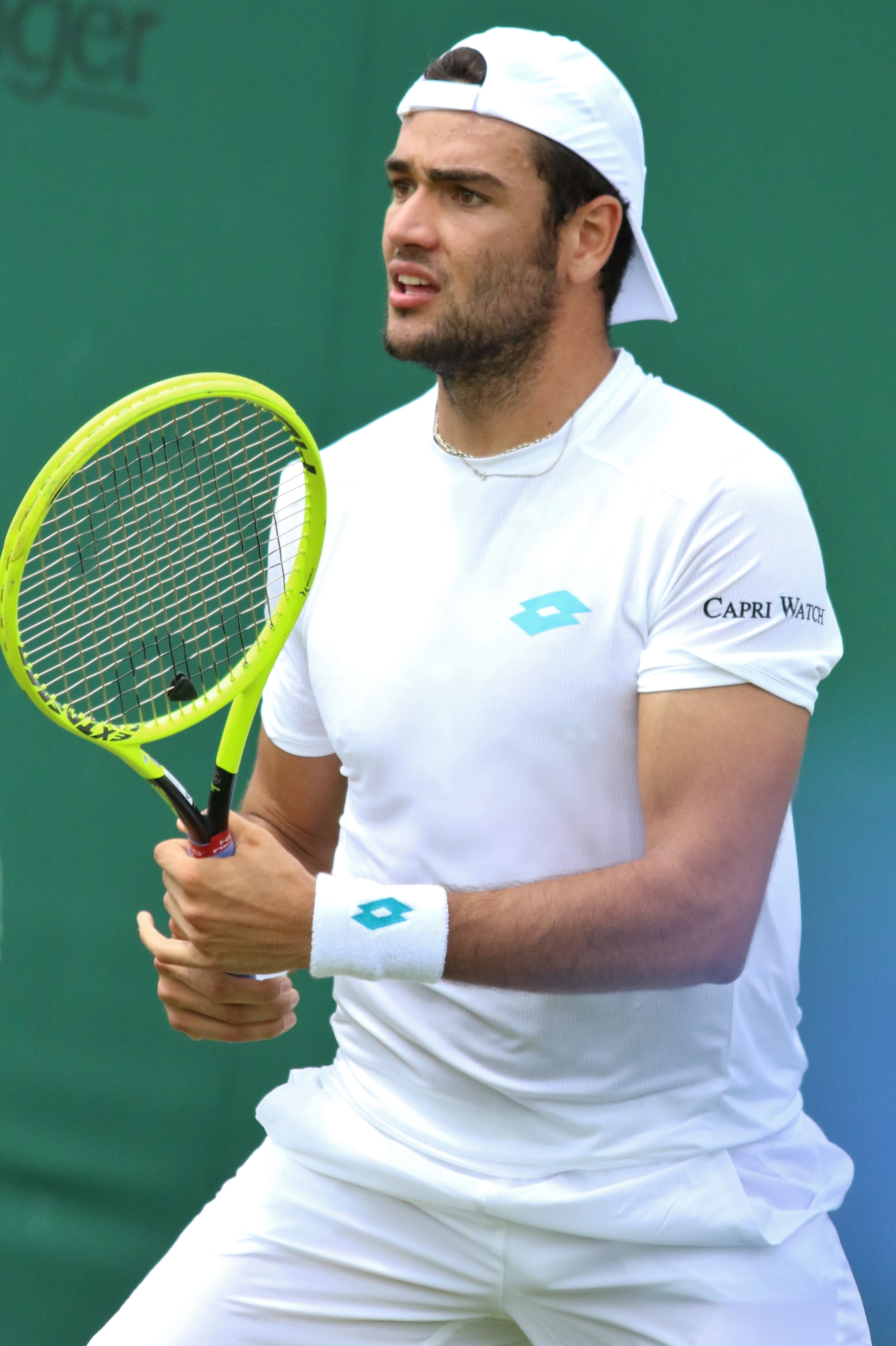
Matteo Berrettini ha vinto il titolo di singolare nel 2017

  - Banca dell'Adriatico Tennis Cup 2013;[18]
  - San Benedetto Tennis Cup 2014;[19]
  - San Benedetto Tennis Cup 2015;[20]
  - San Benedetto Tennis Cup 2016;[21]
  - San Benedetto Tennis Cup 2017;[22]
  - San Benedetto Tennis Cup 2018;[23]
  - San Benedetto Tennis Cup 2019;[24]
  - San Benedetto Tennis Cup 2022;[25]
  - San Benedetto Tennis Cup 2023;[26]
- Padel;
  - Torneo Riviera delle Palme;[27]
  - Trofeo Bachetti Food[28]
  - San Benedetto Open;[29]
- Pugilato
  - Supermedi Lega Pro Boxe;[30]
  - Torneo regionale “Sparring io”[31][32]

### Coppa Davis
Il Circolo Tennis Maggioni ha ospitato la sfida di Coppa Davis 1972 tra Italia e Paesi Bassi, valida per i quarti di finale zona europea A e disputata tra il 19 e il 21 maggio 1972, vinta con il punteggio di 4-1 dagli Azzurri, su un campo in terra rossa battuta.

## Eventi extrasportivi
- Incontri con l’autore:
  - Gene Gnocchi, "il Gene del calcio"[34]
  - "Memoir", festival di Andrea Vianello[35]
  - Massimo Ugolini, “La notte prima”[36]
  - Paolo Assogna, “Trigoria: la tana dei Lupi”[37]
- Moda spettacolo
  - “Fashion Mood, Eccellenze in passerella”[38]